# HENMT1
HENMT1 (англ. HEN methyltransferase 1) – білок, який кодується однойменним геном, розташованим у людей на 1-й хромосомі. Довжина поліпептидного ланцюга білка становить 393 амінокислот, а молекулярна маса — 44 525.
| 10         |  | 20         |  | 30         |  | 40         |  | 50         |
| ---------- |  | ---------- |  | ---------- |  | ---------- |  | ---------- |
| MEENNLQCSS |  | VVDGNFEEVP |  | RETAIQFKPP |  | LYRQRYQFVK |  | NLVDQHEPKK |
| VADLGCGDTS |  | LLRLLKVNPC |  | IELLVGVDIN |  | EDKLRWRGDS |  | LAPFLGDFLK |
| PRDLNLTITL |  | YHGSVVERDS |  | RLLGFDLITC |  | IELIEHLDSG |  | DLARFPEVVF |
| GYLSPSMIVI |  | STPNSEFNPL |  | FPSVTLRDSD |  | HKFEWTRMEF |  | QTWALYVANR |
| YDYSVEFTGV |  | GEPPAGAENV |  | GYCTQIGIFR |  | KNGGKATESC |  | LSEQHDQHVY |
| KAVFTTSYPS |  | LQQERFFKLV |  | LVNEVSQQVE |  | SLRVSHLPRR |  | KEQAGERGDK |
| PKDIGGSKAP |  | VPCFGPVFTE |  | VEKAKIENSP |  | TPFCVGDKFF |  | VPLQRLLAYP |
| KLNRLCANEE |  | MMRSVIADSI |  | PLSSDGSAVV |  | ADLRNYFDEQ |  | FEF        |

A: Аланін

C: Цистеїн

D: Аспарагінова кислота

E: Глутамінова кислота

F: Фенілаланін

G: Гліцин

H: Гістидин

I: Ізолейцин

K: Лізин

L: Лейцин

M: Метіонін

N: Аспарагін

P: Пролін

Q: Глутамін

R: Аргінін

S: Серин

T: Треонін

V: Валін

W: Триптофан

Кодований геном білок за функціями належить до трансфераз, метилтрансфераз. 
Задіяний у такому біологічному процесі, як РНК-залежне заглушення генів. 
Білок має сайт для зв'язування з іонами металів, РНК, S-аденозил-L-метіоніном. 
Локалізований у цитоплазмі.